# Eduard Böhl

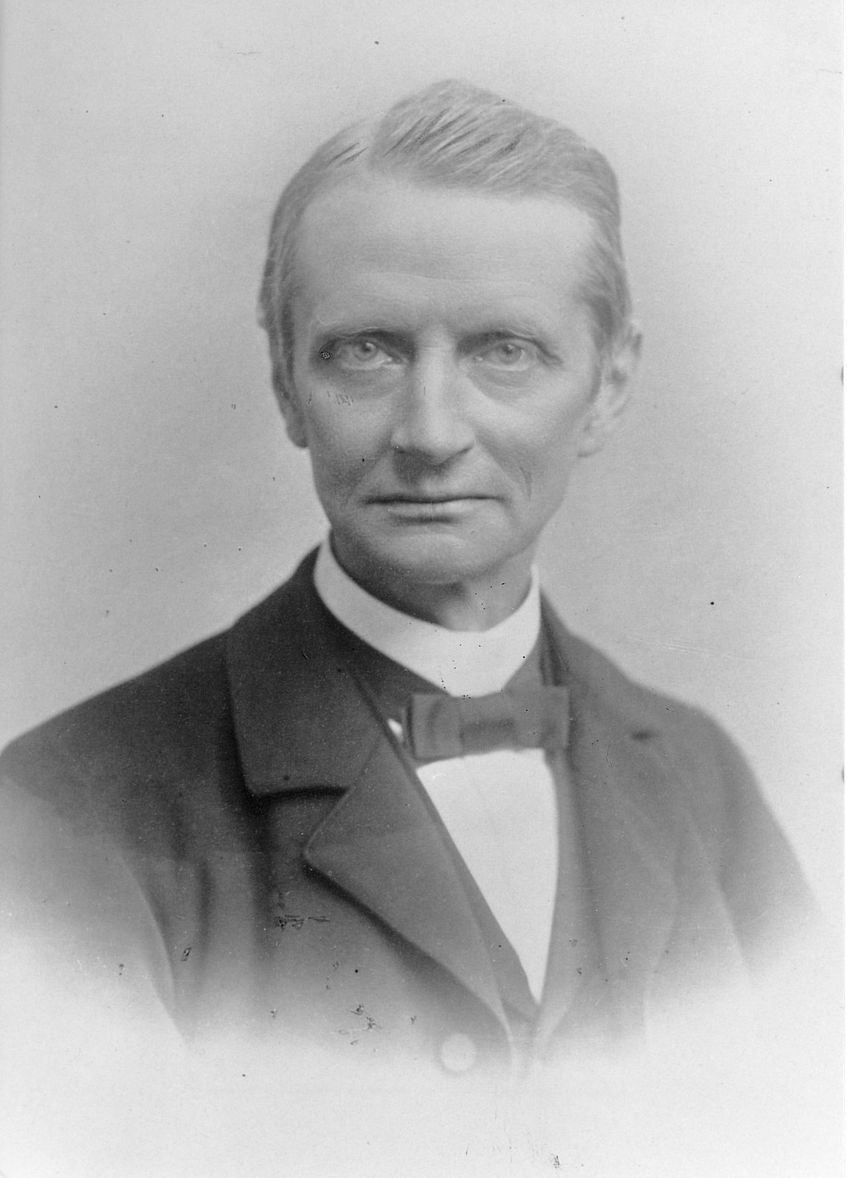
Eduard Böhl

Eduard Böhl (* 18. November 1836 in Hamburg; † 24. Januar 1903 in Wien) war ein deutscher reformierter Theologe.

## Leben
Böhl wuchs als Sohn eines lutherischen Kaufmanns und einer römisch-katholischen Mutter auf. Von 1846 bis 1854 besuchte er in Hamburg das Johanneum, danach das Friedrich-Wilhelms-Gymnasium in Berlin. Dort nahm er das Studium der Theologie auf, wechselte aber bereits nach einem Semester an die Universität nach Halle. 1858 setzte er sein Studium in Erlangen fort. 1861 wurde Böhl Privatdozent für Altes Testament in Basel. Dort nahm er das reformierte Bekenntnis an und habilitierte sich. Von 1864 bis 1899 unterrichtete Böhl in Wien als Professor für Systematische Theologie.
Sein Hauptwerk Dogmatik gilt als umfassende deutschsprachige Zusammenfassung der reformierten Lehre. Böhl war ein begeisterter Verehrer Martin Luthers, weshalb sein Werk auch von Lutheranern Anerkennung erfährt. Gewürdigt wurde seine Dogmatik unter anderem von Karl Barth.
Böhl war in erster Ehe mit der Tochter des großen reformierten Theologen und Pastors der Niederländisch-Reformierten Gemeinde in Elberfeld, Hermann Friedrich Kohlbrügge, verheiratet. Aus der Ehe gingen drei Kinder hervor, die das Erwachsenenalter erreichten. Ein Jahr nach dem Tod seiner ersten Frau heiratete er 1874 die ebenfalls aus den Niederlanden stammende Jacqueline Böhl, geb. Baronin von Verschuer (1846–1921). Mit ihr bekam er drei weitere Kinder, welche nach seinem Tod mit der Mutter in die Niederlande auswanderten, darunter die Malerin Wilhelmina Böhl und der Theologe und Orientalist Franz Böhl (1882–1976), welcher als Professor in Groningen und Leiden lehrte.

## Werke
- Dogmatik, hg. von Thomas Schirrmacher, Verlag für Kultur und Wissenschaft, veränderte Neuauflage, Bonn 2004, ISBN 978-3-932829-98-7.
- Dogmatik. Biblische Glaubenslehre, Sola Gratia Medien, Nachdruck der Auflage von 1887 mit einem Einführungsaufsatz von Prof. Dr. Willem Balke, Siegen 2021, ISBN 978-3-948475-33-8